# Oryx gazella
L'orice gazzella (Oryx gazella Linnaeus, 1758) è un'antilope africana di grossa taglia. È una delle quattro specie note di orice (Oryx).
In afrikaans e in inglese viene chiamata gemsbok, a causa di una certa somiglianza con il camoscio (gemsbock in olandese), con cui però non ha alcun particolare legame di parentela.
Alcune tassonomie riportano l'Oryx beisa come sottospecie dell'orice gazzella; l'interpretazione più diffusa distingue invece le due specie.

## Descrizione

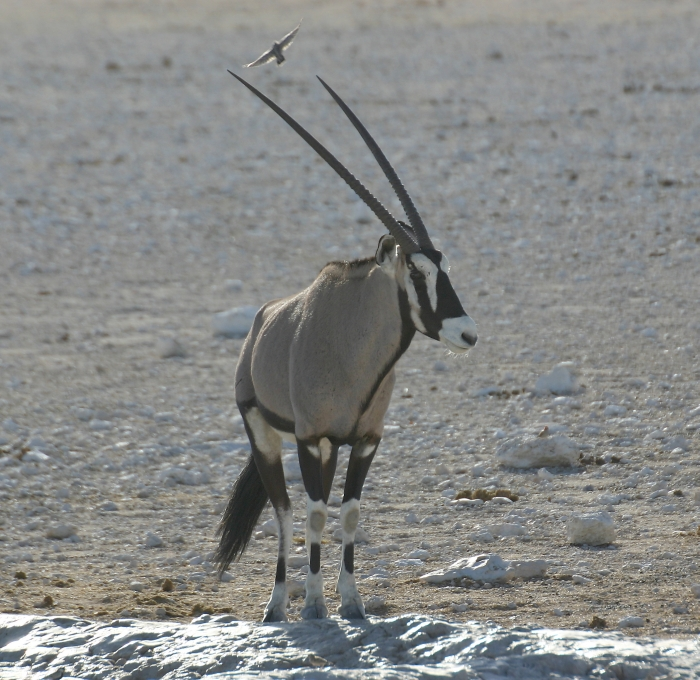
Le eleganti striature dell'orice (Parco nazionale d'Etosha, Namibia)

L'orice è un bovide di grossa taglia, di altezza al garrese compresa fra 115 e 125 cm e lunghezza da 180 a 195 cm. Le femmine pesano da 180 a 225 kg; i maschi possono arrivare a 240 kg. Il collo è muscoloso e sorregge una testa adornata da due grandi corna ad anelli che possono raggiungere i 150 cm di lunghezza. Le corna delle femmine sono in genere più corte e sottili di quelle dei maschi.
Il muso presenta delle striature nere che vanno dalla base delle corna fino alle narici, per poi piegare indietro passando attorno e sotto gli occhi. Sono neri anche il collo e la parte inferiore del dorso, e altre striature scure sono presenti attorno alle zampe e dalla coda fino a parte del dorso. La parte inferiore delle zampe, del muso e il ventre sono bianchi; il resto del corpo è grigio-marrone.

## Distribuzione e habitat

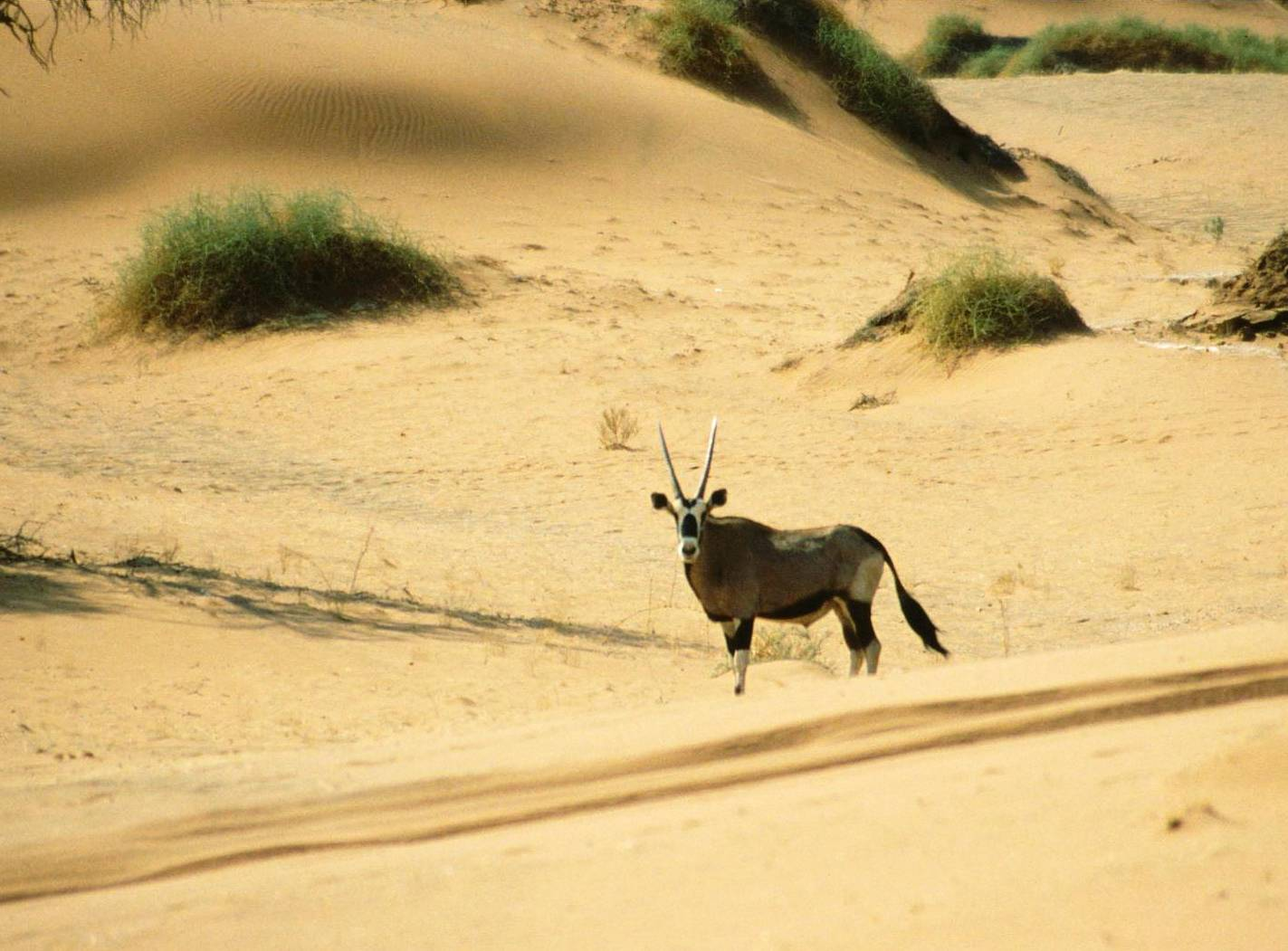
Orice nel deserto del Namib (Namibia)

L'orice gazzella è presente in diverse regioni dell'Africa meridionale, sia orientale (per esempio in Tanzania) che occidentale (Namibia). Alcuni esemplari sono stati reintrodotti nei parchi nazionali del Sudafrica, regione da cui l'orice gazzella era scomparso. Popolazioni di orici gazzella sono state introdotte dall'uomo in Messico e negli Stati Uniti.
Predilige le praterie boschive e umide e le savane, ad altitudini comprese fra 900 e 1200 m. La si trova anche in aree semi-desertiche e persino sulle dune del deserto del Namib. Nelle aree più inospitali, l'orice può sfruttare la sua capacità di accumulare grasso e di aumentare la propria temperatura corporea (da 35 a 45 gradi) per ritardare la perdita di liquidi per sudorazione.

## Biologia
L'orice gazzella è un animale gregario, che vive in branchi di qualche decina di individui (i gruppi crescono fino a qualche centinaio di individui durante le migrazioni). Il branco comprende sia maschi che femmine, ma in genere predominano queste ultime. I branchi piccoli possono essere formati da individui di entrambi i sessi o di un sesso solo.
All'interno del gruppo si distingue un maschio dominante e, in posizione subordinata, una femmina dominante. In gruppi molto grandi può esserci un secondo maschio semi-dominante, detto maschio beta. La gerarchia dei maschi viene stabilita con piccoli combattimenti.

### Riproduzione
Il maschio dominante di un gruppo si accoppia con tutte le femmine fertili. Non esiste una vera e propria stagione degli amori, dipende dalla disponabilità di cibo. Le femmine diventano sessualmente mature a circa due anni; la gestazione dura fra gli otto e i nove mesi, e dopo il parto le femmine possono tornare a concepire quasi immediatamente. I piccoli, alla nascita, pesano fra i nove e quindici chilogrammi e sono completamente marroni. Vengono tenuti nascosti, e le femmine li raggiungono due o tre volte al giorno per allattarli. Dopo circa cinque mesi, i cuccioli sviluppano il manto striato degli adulti e diventano indipendenti.

### Alimentazione

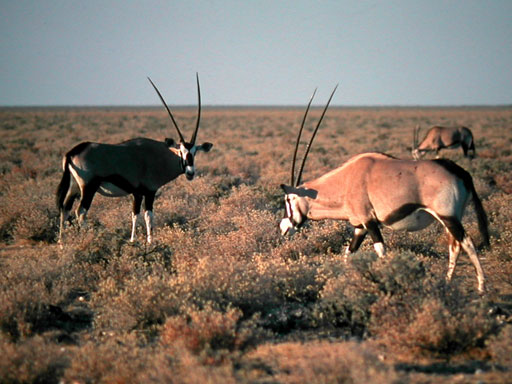
Orici del Parco nazionale d'Etosha

L'orice si nutre generalmente d'erba, ma in caso di necessità può adattarsi a cibarsi di tuberi e radici. Il fabbisogno di acqua (circa 3 litri al giorno per ogni 100 kg di peso) viene soddisfatto soprattutto mangiando meloni selvatici.

### Predatori

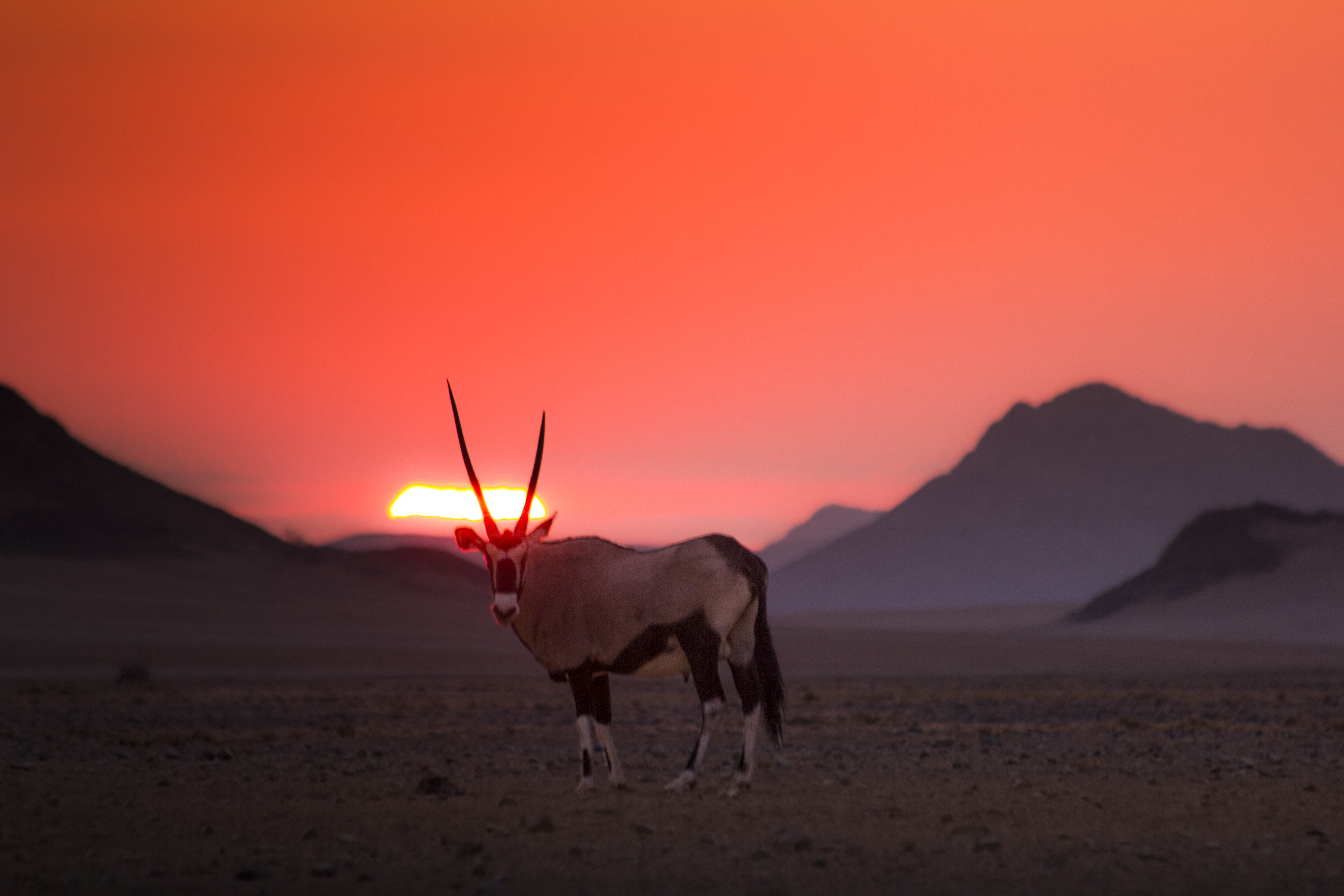
Oryx gazella nel deserto del Namib-Naukluft National Park

I principali nemici naturali dell'orice gazzella sono i grandi felini (leoni, ghepardi, leopardi), le iene maculate e i licaoni. La maggior parte dei predatori, tuttavia, evita di attaccare gli esemplari adulti a causa delle loro lunghe corna affilate.